# 大同市煤矿第一中学
大同市煤矿第一中学，简称同煤一中，原名大同煤矿集团公司第一中学、大同矿务局第一中学校，是山西省首批重点中学，由大同市教育局管辖，现为山西省示范高中。

## 校史
1950年4月，同煤一中的前身，大同矿区职工子弟学校由华北煤矿管理局创办，校址在四老沟，分高工和初职（普通初中）两部。首任校长由大同矿务局长徐志远兼任。
1951年11月，学校迁往新平旺。1953年夏，高工分出，另建校舍，改名为“大同煤矿工业学校”（后来演变为大同煤矿学校、大同煤炭工业学校、山西工业职业技术学院，2006年与其它三校合并组建山西大同大学）；初职改名为“大同煤矿职工子弟初级中学校”。1958年，大同煤矿职工子弟初级中学校开始招收高中生。1962年学校改名为“大同煤矿第一中学”。
1969年，大同煤矿第一中学与大同矿务局机关小学、工程处小学合并，改称“大同煤矿一校”。1971年，三校分开。1973年，大同矿务局统一所属学校名称，学校正式定名为大同矿务局第一中学校。
1981年2月，大同矿务局第一中学校被山西省教育厅列入首批山西省重点中学名单。
2000年，大同矿务局改制成为大同煤矿集团有限责任公司，大同矿务局第一中学校随之更名为大同煤矿集团公司第一中学校。
2007年12月1日，根据2005年大同市人民政府与大同煤矿集团有限责任公司签订的《移交企业自办中小学协议书》，大同煤矿集团公司第一中学校等5所中学自此交由大同市教育局管理。校名后来改为“大同市煤矿第一中学”。